# 孝肅皇后
孝肅皇后（1430年—1504年），周氏，明英宗朱祁镇貴妃，明憲宗朱見深生母，昌平县人。父周能后追赠为宁国公，弟周寿後封為慶雲侯，周彧後封為長寧伯。周貴妃曾經再三破壞禮法與英宗的遺願、排擠並欲取代钱皇后的嫡后地位。

## 生平
周氏为昌平县的貧農之女，『罪惟錄』言英宗狩獵外出，行至昌平，誤入其家。舉家驚駭規避，唯有周氏出應，舉措自如。由是奇之，以入宮。明英宗正统十一年（1446年），周氏生下皇次女重慶公主。正统十二年（1447年），生下皇长子朱见深。两年后，土木之变，英宗被也先俘获，孙太后下诏立其子朱见深为皇太子。景泰元年，英宗回到北京，居南宫。景泰三年，太子朱见深被废。景泰六年（1455年），周氏生下英宗第六子朱见泽。其間，不知周氏的妃嫔位階。天順元年（即1457年，明英宗復辟時），封周氏為贵妃。時有托言孫太后懿旨，稱錢皇后殘疾不當復立（因思念被俘在遠方的丈夫哭泣致使殘廢），周貴妃多有不遜的舉動。一日在太子前對皇后甚為無禮，英宗生氣呵斥她，錢皇后請曰：“請為太子留地”（見『罪惟錄』）。
明憲宗即位後，要尊嫡母钱皇后和生母周贵妃为皇太后，同时确定徽号。当时太监夏时为讨好周贵妃，传谕独尊周贵妃为皇太后。大学士李贤、彭时力争，才两位太后并尊，但周太后不加徽號以別嫡庶。成化二十三年四月，上徽號聖慈仁壽皇太后。憲宗在位時，事太后極孝，史書上記載“五日一朝，燕享必親”。太后的要求明憲宗不敢不從，惟恐太后不悅。
明朝在英宗以前，只有嫡后以及殉葬妃嫔才能與皇帝合葬，英宗生前並下詔錢皇后名位已定，不可改变。錢皇后死后，周氏欲阻擋錢皇后合葬裕陵，宪宗委曲宽譬，最后才得以合葬。不过周太后还是暗中改變英宗的陵寢設計，使自己將來也得以與英宗合葬，而且錢太后雖與英宗同陵墓，卻異隧，葬處距離英宗玄堂有數丈，中間的隧道被填滿了，而右邊周太后的隧道卻是空的。
明孝宗生西宫，生母纪妃薨后，周太后育之宫中，省视万方。及明孝宗即位，尊周氏為太皇太后，事太皇太后亦至孝，甚至欲為祖母破格召崇王入賀。弘治十一年冬，清宁宫灾，太皇太后移居仁寿宫。第二年，清宁宫建成，还居清宁宫。方士李廣之死，起因在太皇太后。
明制只有嫡后才可以繫帝諡及祔太廟，繼后及皇帝生母都不繫帝諡、別祀奉慈殿。弘治十七年三月，周太皇太后崩，羣臣商議，認為應該諡周太皇太后為孝肃贞顺康懿光烈辅天承圣睿皇后。大学士刘健、谢迁、李东阳以周太皇太后並非嫡后，不能繋帝諡為由反對，孝宗遵从，諡周太皇太后為孝肃贞顺康懿光烈辅天承圣太皇太后，合葬裕陵，别祀于奉慈殿，不祔庙。周氏死後，孝宗发现錢皇后陵墓的隧道被堵塞，想开通那隧道，钦天监不赞同，于是没有进行。自周氏以後，嗣君生母亦得以與皇帝合葬。
嘉靖十五年，明世宗下旨，与纪太后、邵太后二人并移祀陵殿，题主曰皇后，不繫帝谥以别嫡庶。之后的穆宗母孝恪皇太后、神宗母孝定皇太后、光宗母孝靖皇太后、熹宗母孝和皇太后、崇祯帝母孝纯皇太后，都使用其制。周贵妃最终的谥号为孝肃贞顺康懿光烈辅天承圣皇后。
諸弟貴顯，惟幼弟吉祥（為其堂弟，詳見周吉祥塔）出外遊方，久乃為僧還。姊為太子母，英宗欲使還俗。固辭，居西山，自適而卒。

## 影视作品
| 影視作品    | 飾演的演員                         |
| 后宫        | 何赛飞 飾 周太后                   |
| 女醫·明妃傳 | 盛朗熙 飾 周貴妃                   |
| 大明風華    | 曲尼次仁 飾 其木格（原型為周貴妃） |
| 成化十四年  | 方曉莉 飾 周太后                   |

## 延伸阅读
[在维基数据编辑]
 《明史卷一百一十三》，出自《明史》